# ماركو بوستوس
ماركو بوستوس (بالإيطالية: Marco Bustos)‏ هو لاعب كرة قدم كندي وإيطالي، ولد في 22 أبريل 1996 في وينيبيغ في كندا. شارك مع منتخب كندا تحت 17 سنة لكرة القدم ومنتخب كندا لكرة القدم. أما مع النوادي، فقد لعب مع فانكوفر وايتكابس.

## وصلات خارجية
- ماركو بوستوس على موقع الدوري الأمريكي (الإنجليزية)
- ماركو بوستوس على موقع قاعدة بيانات كرة القدم.إي يو (الإنجليزية)
- ماركو بوستوس على موقع ناشيونال فوتبول تيمز (الإنجليزية)
- ماركو بوستوس على موقع Soccerbase.com (لاعب) (الإنجليزية)
- ماركو بوستوس على موقع Soccerway.com (الإنجليزية)
- ماركو بوستوس على موقع عالم كرة القدم.نت (الإنجليزية)
- ماركو بوستوس على موقع AS.com (الإسبانية)